# Grand Prix Holandii 1964

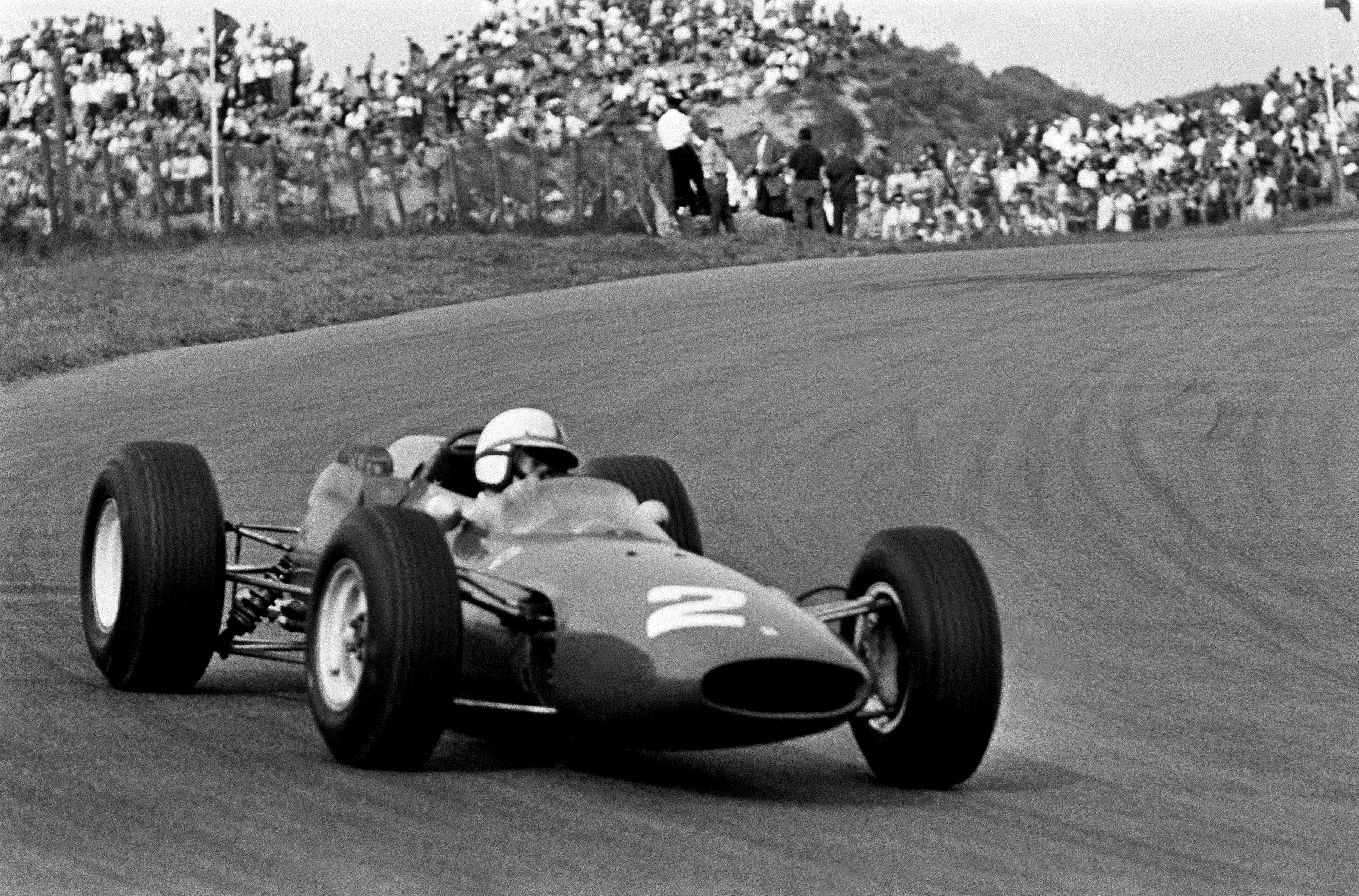
John Surtees podczas Grand Prix Holandii 1964

Grand Prix Holandii 1964 (oryg. Grote Prijs van Nederland) – 2. runda Mistrzostw Świata Formuły 1 w sezonie 1964, która odbyła się 24 maja 1964, po raz 10. na torze Zandvoort.
12. Grand Prix Holandii, 10. zaliczane do Mistrzostw Świata Formuły 1.

## Wyniki

### Kwalifikacje
Źródło: statsf1.com
| P  | Nr | Kierowca                | Konstruktor(-silnik) | Opony | Czas   | Odstęp | Strata |
| -- | -- | ----------------------- | -------------------- | ----- | ------ | ------ | ------ |
| 1  | 16 | Dan Gurney              | Brabham-Climax       | D     | 1:31,2 | –      | –      |
| 2  | 18 | Jim Clark               | Lotus-Climax         | D     | 1:31,3 | +0,1   | +0,1   |
| 3  | 6  | Graham Hill             | BRM                  | D     | 1:31,4 | +0,1   | +0,2   |
| 4  | 2  | John Surtees            | Ferrari              | D     | 1:32,8 | +1,4   | +1,6   |
| 5  | 24 | Bruce McLaren           | Cooper-Climax        | D     | 1:33,3 | +0,5   | +2,1   |
| 6  | 20 | Peter Arundell          | Lotus-Climax         | D     | 1:33,5 | +0,2   | +2,3   |
| 7  | 14 | Jack Brabham            | Brabham-Climax       | D     | 1:33,8 | +0,3   | +2,6   |
| 8  | 8  | Richie Ginther          | BRM                  | D     | 1:34,0 | +0,2   | +2,8   |
| 9  | 22 | Phil Hill               | Cooper-Climax        | D     | 1:34,8 | +0,8   | +3,6   |
| 10 | 4  | Lorenzo Bandini         | Ferrari              | D     | 1:35,0 | +0,2   | +3,8   |
| 11 | 34 | Bob Anderson            | Brabham-Climax       | D     | 1:35,4 | +0,4   | +4,2   |
| 12 | 26 | Jo Bonnier              | Brabham-BRM          | D     | 1:35,4 | +0,0   | +4,2   |
| 13 | 10 | Chris Amon              | Lotus-BRM            | D     | 1:35,9 | +0,5   | +4,7   |
| 14 | 12 | Mike Hailwood           | Lotus-BRM            | D     | 1:36,1 | +0,2   | +4,9   |
| 15 | 30 | Tony Maggs              | BRM                  | D     | 1:37,0 | +0,9   | +5,8   |
| 16 | 32 | Giancarlo Baghetti      | BRM                  | D     | 1:38,0 | +1,0   | +6,8   |
| 17 | 28 | Carel Godin de Beaufort | Porsche              | D     | 1:39,9 | +1,9   | +8,7   |
| 18 | 36 | Jo Siffert              | Brabham-BRM          | D     | 1:44,0 | +4,1   | +12,8  |
| P  | Nr | Kierowca                | Konstruktor(-silnik) | Opony | Czas   | Odstęp | Strata |

### Wyścig
Źródła: statsf1.com
| P                                                     | + / – | Nr | Kierowca                | Konstruktor    | Opony | Okr. | Czas / Strata | Komentarz         |
| ----------------------------------------------------- | ----- | -- | ----------------------- | -------------- | ----- | ---- | ------------- | ----------------- |
| 1                                                     | 1     | 18 | Jim Clark               | Lotus-Climax   | D     | 80   | 2:07:35,4     |                   |
| 2                                                     | 2     | 2  | John Surtees            | Ferrari        | D     | 80   | +53,6         |                   |
| 3                                                     | 3     | 20 | Peter Arundell          | Lotus-Climax   | D     | 79   | +1 okr.       |                   |
| 4                                                     | 1     | 6  | Graham Hill             | BRM            | D     | 79   | +1 okr.       |                   |
| 5                                                     | 8     | 10 | Chris Amon              | Lotus-BRM      | D     | 79   | +1 okr.       |                   |
| 6                                                     | 5     | 34 | Bob Anderson            | Brabham-Climax | D     | 78   | +2 okr.       |                   |
| 7                                                     | 2     | 24 | Bruce McLaren           | Cooper-Climax  | D     | 78   | +2 okr.       |                   |
| 8                                                     | 1     | 22 | Phil Hill               | Cooper-Climax  | D     | 76   | +4 okr.       |                   |
| 9                                                     | 3     | 26 | Jo Bonnier              | Brabham-BRM    | D     | 76   | +4 okr.       |                   |
| 10                                                    | 6     | 32 | Giancarlo Baghetti      | BRM            | D     | 74   | +6 okr.       |                   |
| 11                                                    | 3     | 8  | Richie Ginther          | BRM            | D     | 64   | +16 okr.      |                   |
| 12                                                    | 2     | 12 | Mike Hailwood           | Lotus-BRM      | D     | 57   | +23 okr.      | przekładnia       |
| 13                                                    | 5     | 36 | Jo Siffert              | Brabham-BRM    | D     | 55   | +25 okr.      |                   |
| Niesklasyfikowani                                     |       |    |                         |                |       |      |               |                   |
|                                                       |       | 14 | Jack Brabham            | Brabham-Climax | D     | 44   | +36 okr.      | zapłon            |
|                                                       |       | 16 | Dan Gurney              | Brabham-Climax | D     | 23   | +57 okr.      | układ sterowniczy |
|                                                       |       | 4  | Lorenzo Bandini         | Ferrari        | D     | 20   | +60 okr.      | pompa paliwowa    |
|                                                       |       | 28 | Carel Godin de Beaufort | Porsche        | D     | 8    | +72 okr.      | silnik            |
| Nie wystartowali / niedopuszczeni do ponownego startu |       |    |                         |                |       |      |               |                   |
|                                                       |       | 30 | Tony Maggs              | BRM            | D     | 0    |               | wypadek           |
| P                                                     | + / – | Nr | Kierowca                | Konstruktor    | Opony | Okr. | Czas / Strata | Komentarz         |

### Najszybsze okrążenie
Źródło: statsf1.com
| Nr | Kierowca  | Konstruktor  | Czas   | Okr. |
| -- | --------- | ------------ | ------ | ---- |
| 18 | Jim Clark | Lotus-Climax | 1:32,8 | 6    |

### Prowadzenie w wyścigu
Źródło: statsf1.com
| Nr                              | Kierowca  | Konstruktor  | Okrążenia | Suma |
| ------------------------------- | --------- | ------------ | --------- | ---- |
| 18                              | Jim Clark | Lotus-Climax | 1-80      | 80   |
| \| Wykres \| \| ------ \| \| \| |           |              |           |      |
| Wykres                          |           |              |           |      |
|                                 |           |              |           |      |

## Klasyfikacja po wyścigu
Pierwsza szóstka otrzymywała punkty według klucza 9-6-4-3-2-1. Liczone było tylko 6 najlepszych wyścigów danego kierowcy.
Uwzględniono tylko kierowców, którzy zdobyli jakiekolwiek punkty
| P | +/− | Kierowca       | Starty | Punkty | P1 | P2 | P3 | PP | NO | NS |
| - | --- | -------------- | ------ | ------ | -- | -- | -- | -- | -- | -- |
| 1 | 0   | Graham Hill    | 2      | 12     | 1  | –  | –  | –  | 1  | –  |
| 1 | +3  | Jim Clark      | 2      | 12     | 1  | –  | –  | 1  | 1  | –  |
| 3 | 0   | Peter Arundell | 2      | 8      | –  | –  | 2  | –  | –  | –  |
| 4 | −2  | Richie Ginther | 2      | 6      | –  | 1  | –  | –  | –  | –  |
| 5 | N   | John Surtees   | 2      | 6      | –  | 1  | –  | –  | –  | 1  |
| 6 | −1  | Jo Bonnier     | 2      | 2      | –  | –  | –  | –  | –  | –  |
| 7 | N   | Chris Amon     | 1      | 2      | –  | –  | –  | –  | –  | –  |
| 8 | N   | Bob Anderson   | 2      | 1      | –  | –  | –  | –  | –  | –  |
| 9 | −3  | Mike Hailwood  | 2      | 1      | –  | –  | –  | –  | –  | –  |
| P | +/− | Kierowca       | Starty | Punkty | P1 | P2 | P3 | PP | NO | NS |

### Konstruktorzy
Tylko jeden, najwyżej uplasowany kierowca danego konstruktora, zdobywał dla niego punkty. Również do klasyfikacji zaliczano 6 najlepszych wyników.
| P                 | +/− | Konstruktor    | Starty | Punkty | P1 | P2 | P3 | PP | NO | NS |
| ----------------- | --- | -------------- | ------ | ------ | -- | -- | -- | -- | -- | -- |
| 1                 | +1  | Lotus-Climax   | 4      | 13     | 1  | –  | 2  | 1  | 1  | –  |
| 2                 | −1  | BRM            | 6      | 12     | 1  | 1  | –  | –  | 1  | 1  |
| 3                 | N   | Ferrari        | 4      | 6      | –  | 1  | –  | –  | –  | 2  |
| 4                 | 0   | Lotus-BRM      | 4      | 3      | –  | –  | –  | –  | –  | –  |
| 5                 | −2  | Cooper-Climax  | 5      | 2      | –  | –  | –  | –  | –  | 1  |
| 6                 | N   | Brabham-Climax | 6      | 1      | –  | –  | –  | 1  | –  | 4  |
| Niesklasyfikowani |     |                |        |        |    |    |    |    |    |    |
|                   |     | Brabham-BRM    | 2      | 0      | –  | –  | –  | –  | –  | –  |
|                   |     | BRP-BRM        | 1      | 0      | –  | –  | –  | –  | –  | 1  |
|                   |     | Porsche        | 1      | 0      | –  | –  | –  | –  | –  | 1  |
| P                 | +/− | Kierowca       | Starty | Punkty | P1 | P2 | P3 | PP | NO | NS |